# Marie-Rosalie de Piennes
Marie-Rosalie de Piennes, marquise de Châtillon, född 1665, död 1735, var en fransk hovdam.
Hon var mätress till kung Ludvig XIV av Frankrike under år 1682. 
Hon var dotter till Antoine de Brouilly, marquis de Piennes (1611-1676) och Françoise Godet (1630-1678). Hon gifte sig 1685 med Alexis-Henri, marquis de Châtillon (1650-1737). Hon separerade från sin make 1693. 
Hon var dame d’atours åt kungens svägerska mellan 1689 och 1706. Hon gick i pension på egen begäran 1735.  